# Тордесільяс
Див. Тордесільяс (значення)
Тордесільяс (ісп. Tordesillas) — муніципалітет в Іспанії, у складі автономної спільноти Кастилія-і-Леон, у провінції Вальядолід. Населення — 9213 осіб (2010).
Муніципалітет розташований на відстані близько 160 км на північний захід від Мадрида, 28 км на південний захід від Вальядоліда.
На території муніципалітету розташовані такі населені пункти: (дані про населення за 2010 рік)
- Торде

сільяс: 8793 особи
- Вільямарсьєль: 316 осіб
- Вільяв'єха: 104 особи

## Історія
Після відкриття Колумбом нових земель на заході, Іспанія і Португалія вступили в територіальну суперечку, оскільки формально відкриті Колумбом землі знаходились південніше Канарських островів, і отже мали належати Португалії. У підсумку сторони в 1494 році зустрілись в Тордисільясі для укладання нового договору. Згідно Тордесільяського договору лінія розділу між сферами повноважень обох країн пролягала від полюсу до полюсу в 370 лігах на захід від португальських островів Кабо-Верде (~50 ° західної довготи). Всі землі, що були чи будуть виявлені на захід від цієї лінії мали належати Іспанії, а все, що знаходиться на сході (включаючи Африку але за виключенням Канарських островів) - Португалії.

## Демографія
Динаміка населення (INE ):